# 矢田静雄
矢田静雄（日语：／ Yada Shizuo，1948年1月18日—），日本男子摔跤运动员。他曾代表日本参加1970年亚洲运动会摔跤比赛，获得一枚银牌。他也曾参加1972年夏季奥林匹克运动会。